# 九龍巴士61A線
九龍巴士61A線是香港一條由屯門（海榮路）單向開往屯門公路巴士轉乘站的巴士路線，於2019年9月30日投入服務，其前身九龍巴士61U線曾於2012年12月31日與2013年9月30日兩度開辦，惟均僅營運不足一個月即取消。61A線與其前身61U線均是九龍巴士61M線的平日上午繁忙時間短途特別班次，主要取道青山公路，與61M線荔景（北）巴士總站方向在屯門公路巴士轉乘站前的走線完全一致。

## 歷史
在屯門公路巴士轉乘站啓用前，運輸署曾經向屯門區議會提議在該站的南行部分啓用後於上午繁忙時間安排61M線、九龍巴士67M線與九龍巴士68A線的短途班次前往該站，以加強屯門區內與該站的接駁服務。隨著屯門公路巴士轉乘站南行部分第一期於2012年12月26日啓用，61M線平日上午繁忙時間前往屯門公路巴士轉乘站的短途班次也隨之投入服務，然而由於其編號與61M線主線一樣，使部分乘客投訴感到混亂，九龍巴士於當年除夕將短途班次的編號改為61U。61U線於2013年1月26日隨著屯門公路巴士轉乘站南行部分第二期啓用而首度停止服務。隨著屯門區區域性巴士路線重組於2013年9月29日實施，61U線於翌日以“試辦”的名義復辦，平日上午繁忙時間由恆順園開三班車往屯門公路巴士轉乘站，不經三聖公共運輸交匯處，全程收費$7.7，惟旋即於同年10月28日再度取消。
2019年，運輸署又以在屯門公路巴士轉乘站乘搭61M線前往荃灣與葵涌的乘客不多為由，建議在當年第三季削減61M線的班次，並開辦全日來往友愛（南）巴士總站與屯門公路巴士轉乘站的61A線，全程收費$6.4。屯門區議員朱順雅當時反對運輸署的建議調整，並稱青山公路一帶近年有多個新屋苑落成，人口增加，使61M號線服務非常不足，並認為運輸署的建議調整對直接往來屯門至荃灣與葵涌一帶的乘客不便。朱順雅更就發起簽名行動反對削減61M線的服務。61A線最終於2019年9月30日開辦，惟僅設由友愛（南）巴士總站單向開往屯門公路巴士轉乘站的服務，且只有一班車，全程收費亦降至$5.2。61A線曾一度自2022年2月11日起臨時暫停服務，現已恢復。2025年8月18日起，61A線起點站由友愛（南）巴士總站遷往海榮路，由新總站開出後經海榮路、海皇路、海珠路後返回原有走線。

## 服務時間、班次、收費、走線及停站

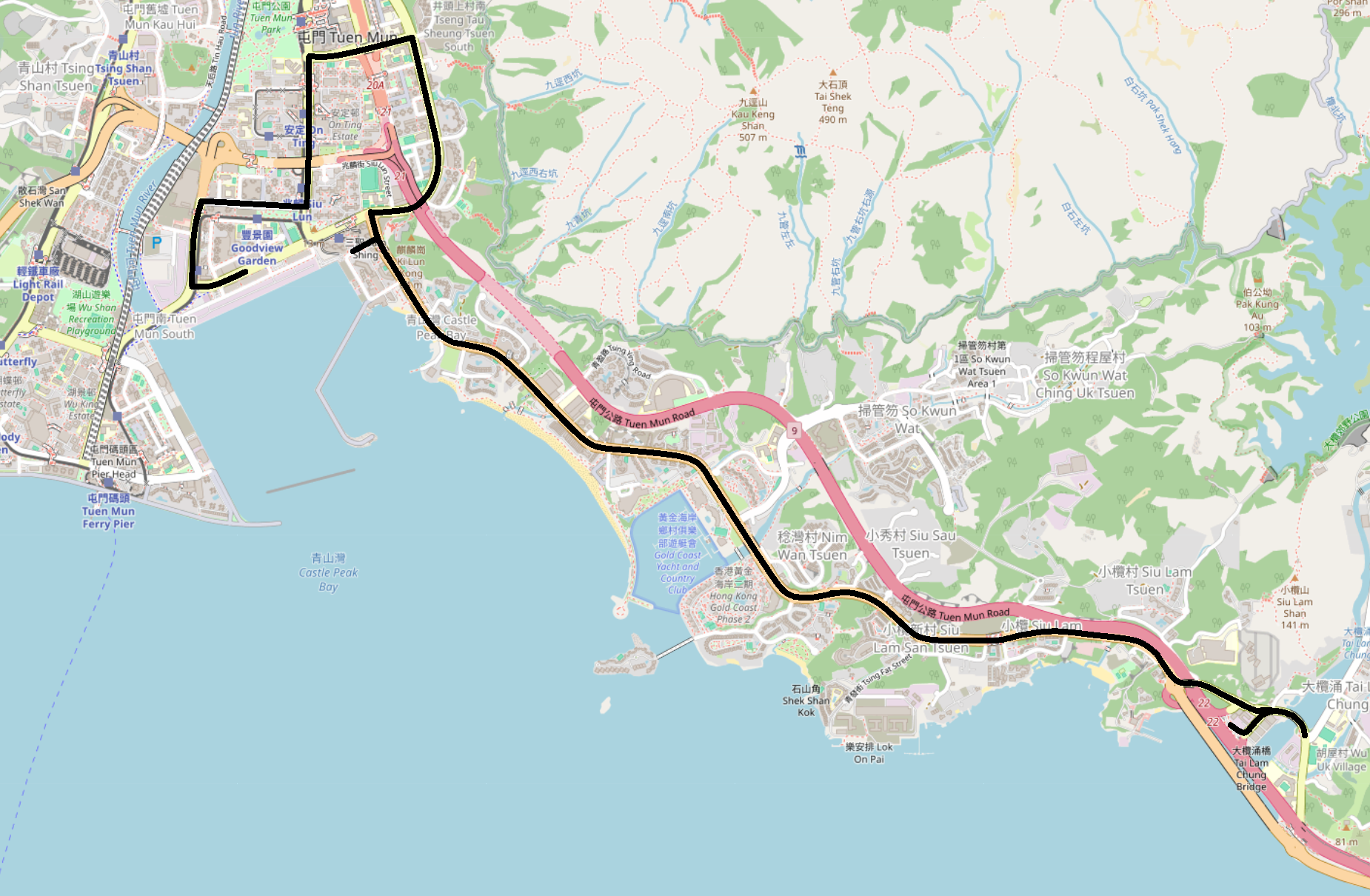
61A線走線圖，如紅色線所示

61A線在星期一至五（公眾假期除外）06:50自屯門（海榮路）開出一班車，全程收費為港幣$6.0，不設分段收費。61A線設有12歲以下小童及65歲或以上長者半價優惠，當中60歲－64歲香港居民、65歲或以上長者與合資格殘疾人士如以指定八達通繳付61A線的車資，均可享有長者及合資格殘疾人士公共交通票價優惠計劃提供的$2票價優惠。乘客登車時需以現金或八達通卡繳付車資，不設找贖；而每位成人乘客可免費帶同最多兩名四歲以下而且不佔座位的兒童乘車。此外，乘客亦可透過多元化電子支付系統（e度嘟）繳付車資，乘客使用此付款方式不能享有與非九龍巴士／龍運巴士路線之轉乘優惠，亦不能享有「公共交通費用補貼計劃」及「長者及合資格殘疾人士乘車優惠計劃」。
61A線由屯門（海榮路）開出，經海榮路、海皇路、海珠路、屯門鄉事會路、屯興路、青山公路、三聖街、三聖公共運輸交匯處、三聖街、青山公路、大欖涌巴士總站、青山公路與南行支路前往屯門公路巴士轉乘站，具體停站請參考資訊框。

### 轉乘優惠
61A線與53線設轉乘優惠，由61A線轉乘53線東行的總車費為$9.6。此外，61A線也與52X、57M、58M、59M、59X、60M、61M、61P、61X、62X、63X、66M、66X、67A、67M、67X、68A、258D、258X、259D、259S、259X、259E、260X、263、263A、263B、263C、960、960B、960X、960C、960S、960P、961、961P、961S等巴士路線設東行或南行$5.8的轉乘優惠，以及與60X線設南行$6.9的轉乘優惠。